# George-Nicolae Marussi
George-Nicolae Marussi (n. 16 martie 1969, Ploiești, România) este un senator român care a fost ales în anul 2016 și 2024 din partea USR. 